# Stanley Mubiru
Stanley Mubiru est un footballeur ougandais des années 1970, décédé en 1989.

## Biographie
International ougandais, il remporte la Coupe CECAFA des nations 1973, en inscrivant un but. Il participe ensuite à la CAN 1974, où il inscrit trois buts : un contre l'Égypte et un doublé contre la Côte d'Ivoire. Néanmoins l'Ouganda est éliminée au premier tour. Il participe également à la CAN 1976. Cette fois il n'inscrit pas de but et son équipe est de nouveau éliminée au premier tour. 
Il est l'un des deux meilleurs buteurs ougandais à la CAN, en compagnie de Phillip Omondi, avec 3 buts.

## Buts connus en sélection
| Buts en sélection | Buts en sélection | Buts en sélection   | Buts en sélection | Buts en sélection | Buts en sélection | Buts en sélection                        |
|                   | Date              | Lieu                | Adversaire        | Score             | Résultat          | Compétition                              |
| ----------------- | ----------------- | ------------------- | ----------------- | ----------------- | ----------------- | ---------------------------------------- |
| 1.                | 28 septembre 1973 | ? (Ouganda)         | Zambie B          | 1-0 (1 but à ?)   | 2-1               | Coupe CECAFA des nations 1973 (1er tour) |
| 2.                | 1er mars 1974     | Le Caire (Égypte)   | Égypte            | 1-2 (1 but à 28e) | 1-2               | CAN 1974 (1er tour)                      |
| 3.                | 4 mars 1974       | El Mahalla (Égypte) | Côte d'Ivoire     | 2-2 (1 but à ?)   | 2-2               | CAN 1974 (1er tour)                      |
| 4.                | 4 mars 1974       | El Mahalla (Égypte) | Côte d'Ivoire     | 2-2 (1 but à ?)   | 2-2               | CAN 1974 (1er tour)                      |